# 大叶复毛胡椒
大叶复毛胡椒（学名：Piper bonii var. macrophyllum）为胡椒科胡椒属下的一个变种。

## 扩展阅读
- 維基物種上的相關：大叶复毛胡椒